# Listopad 2016

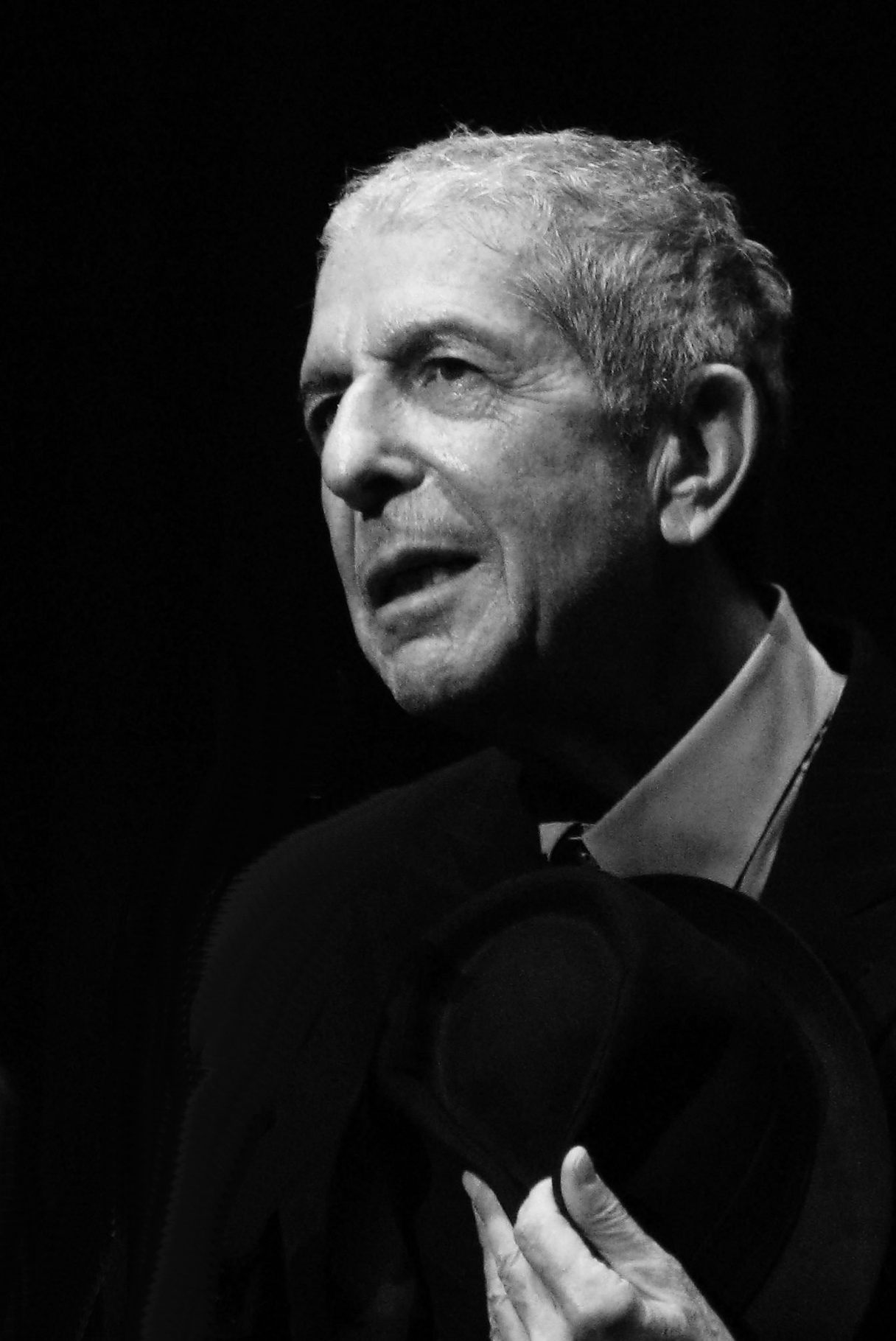
Leonard Cohen

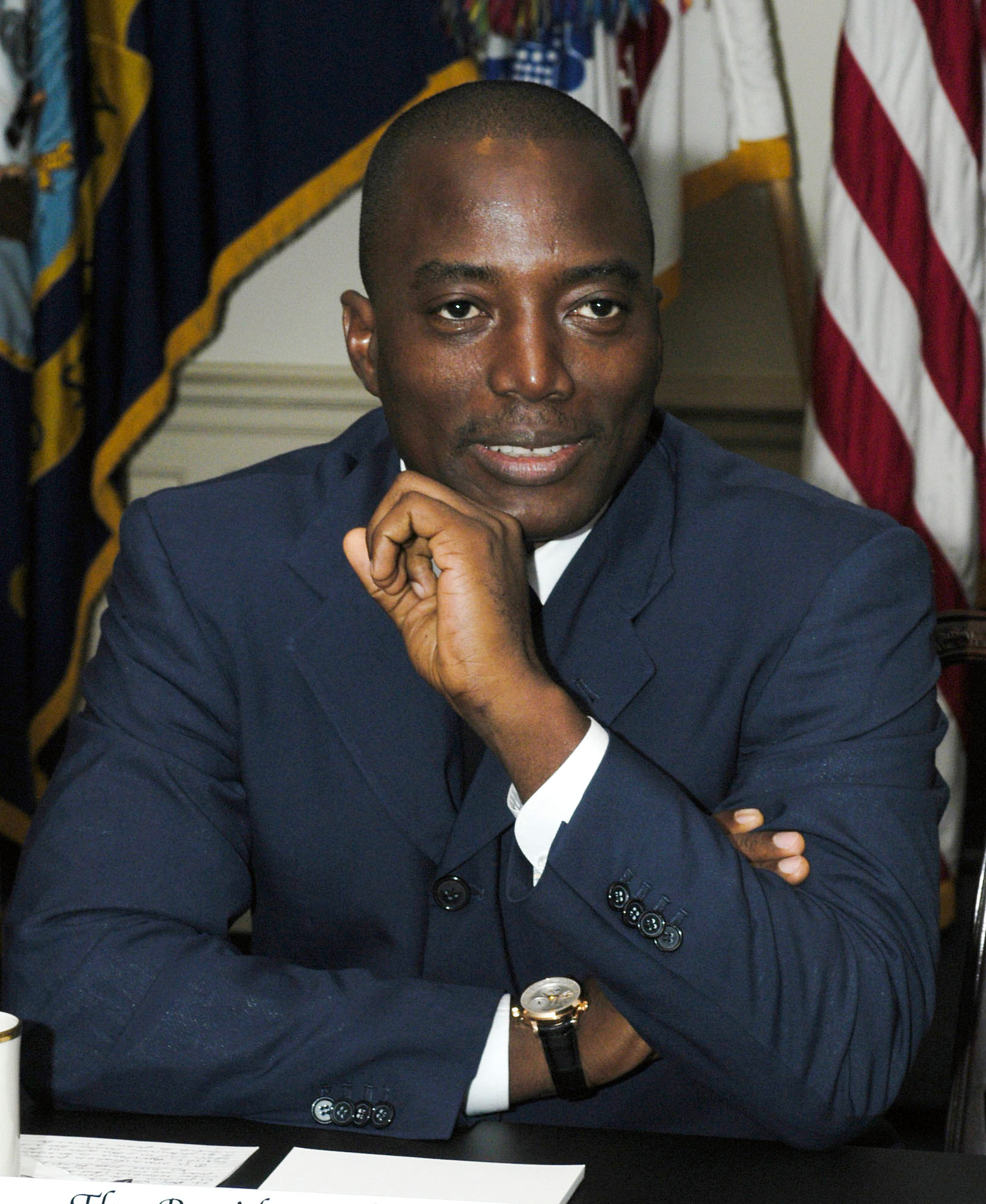
Joseph Kabila

1. listopadu – úterý
 Občanská válka v Iráku: Irácká armáda pronikla do města Mosul.
 Čche Son-sil, blízká spolupracovnice korejské prezidentky Pak Kun-hje, byla zatčena pro podezření z korupce. Tisíce demonstrantů reagovaly požadavkem, aby prezidentka rezignovala na svou funkci.
2. listopadu – středa
 Francie po třech letech ukončila vojenskou misi ve Středoafrické republice.
 Generální tajemník OSN Pan Ki-mun odvolal velitele modrých přileb kvůli neschopnosti ochránit civilisty během červencových střetů v metropoli Džuba.
 Ve zdevastované katolické katedrále v iráckém Karakoši sloužil arcibiskup syrské katolické církve Yohanna Petros Mouche první liturgii po osvobození města od islamistů. Šlo o první veřejnou katolickou bohoslužbu v tomto místě po dvou letech okupace.
3. listopadu – čtvrtek
 Čínská raketa Dlouhý pochod 5 provedla první úspěšný start.
 Nejméně 239 lidí zemřelo při ztroskotání dvou migrantských plavidel u pobřeží Libye.
 Britský Vrchní soud rozhodl, že Vláda Spojeného království potřebuje souhlas parlamentu se zahájením brexitu.

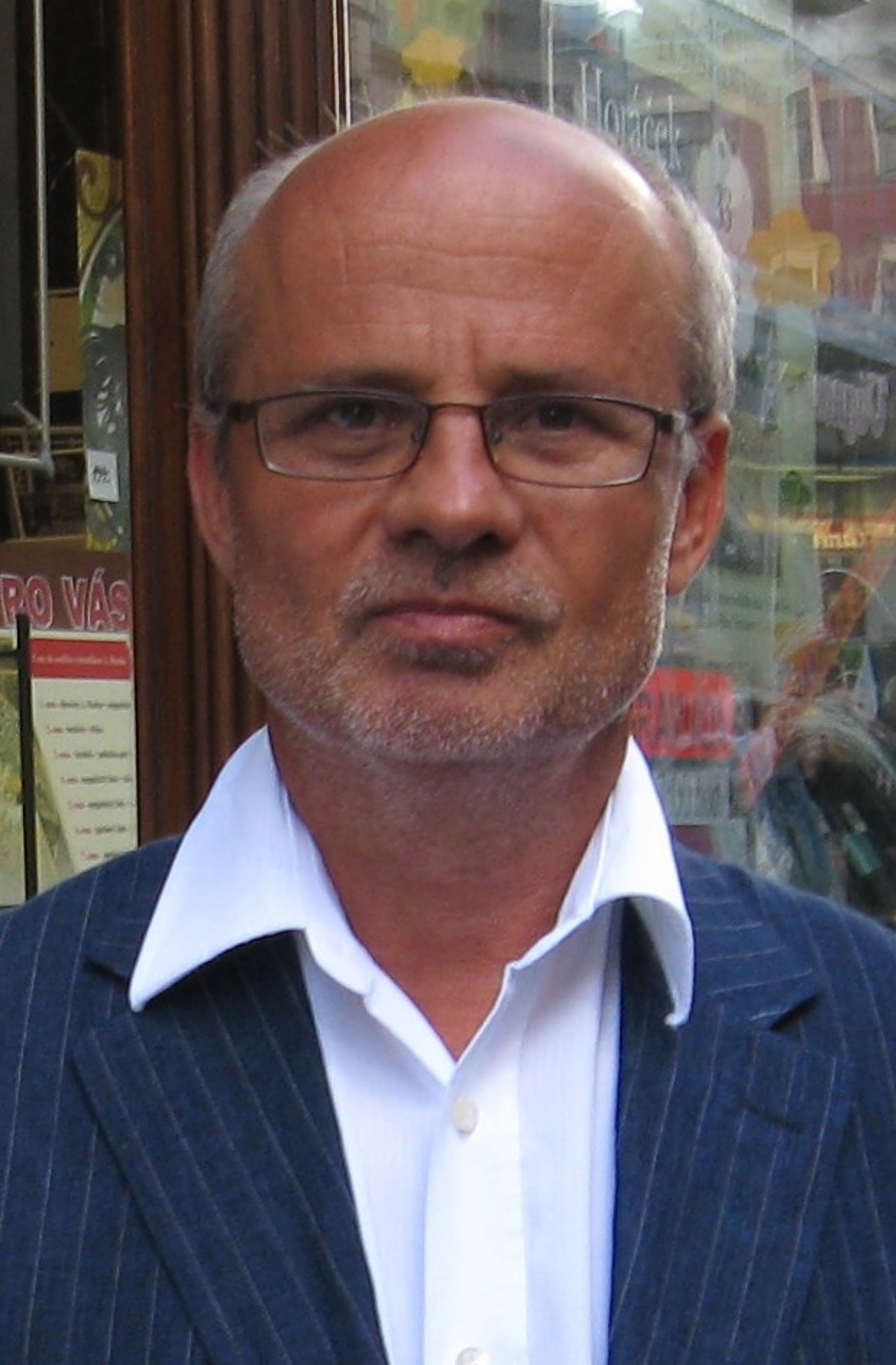
Michal Horáček

 Michal Horáček (na obrázku) oficiálně oznámil svoji kandidaturu v prezidentských volbách v roce 2018.
 Poprvé po 108 letech Chicago Cubs porazili Cleveland Indians ve finále Světové série a stali se tak vítězným týmem americké MLB.
4. listopadu – pátek
 Vatikán odsoudil komentář Radia Maria prohlašující sérii zemětřesení v Itálii za boží trest za schválení stejnopohlavních manželství, jako pohanský a odporující katolické teologii.
 Ve věku 94 let zemřel Stanislav Hnělička, účastník antifašistického odboje a poslední pamětník Obléhání Tobruku.
 Turecká policie zadržela jedenáct představitelů kurdské Lidově demokratické strany (HPD).
5. listopadu – sobota
 Stovky demonstrantů se v italské Florencii střetly s policií během demonstrace proti záměru vlády Mattea Renziho umenšit pravomoci italského senátu a regionálních vlád.
 Francouzské bezpečnostní složky zadržely jednoho z vůdců teroristické organizace ETA.

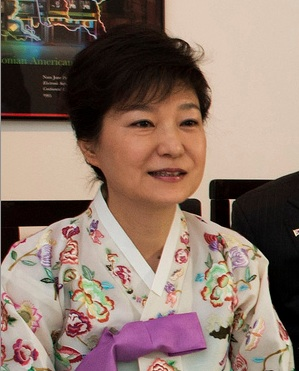
prezidentka Pak Kun-hje

 Desetitisíce demonstrantů požadovaly rezignaci prezidentky Pak Kun-hje (na obrázku) kvůli korupční kauze spojené s její přítelkyní Čche Son-sil.
 Chelsea Manningová odsouzená za poskytnutí tajných informací serveru WikiLeaks se ve vězení opětovně pokusila o sebevraždu.
6. listopadu – neděle
 Válka proti Islámskému státu: Syrské demokratické síly vyhlásily začátek ofenzivy, která má za cíl dobýt město Rakka ovládané Islámským státem.
 Prezident Miloš Zeman vyzval lidoveckého ministra kultury Daniela Hermana, aby rezignoval na svou funkci, protože poškodil zájmy země oficiální audiencí tibetského dalajlámy Tändzina Gjamcchoa.
7. listopadu – pondělí

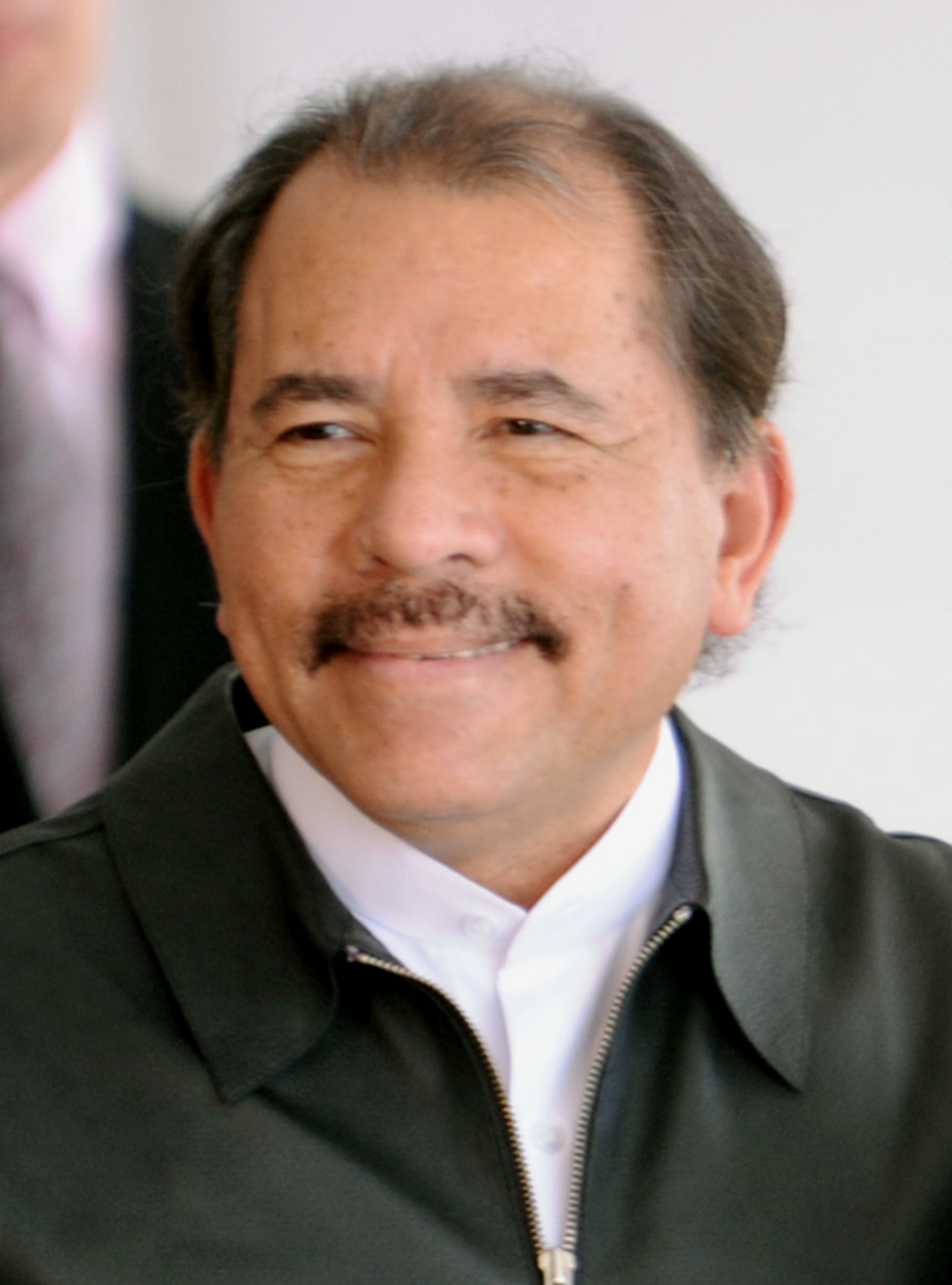
Daniel Ortega

 Daniel Ortega (na obrázku) byl potřetí zvolen prezidentem Nikaraguy.
 Dva hongkongští poslanci byli zbaveni funkce poté, co opakovaně odmítli slíbit věrnost Čínské lidové republice.
 Ve věku 69 let zemřel Zdeněk Altner, český advokát známý především díky právnímu zastupování ČSSD, které vyhrál spor o stranické sídlo – Lidový dům.
 Bitva o Mosul: Jednotky kurdské pešmergy osvobodily jezídsko-šabakské město Bašika z rukou Islámského státu.
 Občanská válka v Somálsku: Nejméně 29 lidí bylo zabito při střetech mezi milicemi autonomních států Puntland a Galmudug ve městě Gaalkayo.
 Ve věku 82 let zemřel Leonard Cohen (na obrázku), kanadský hudebník a básník, mj. autor písně Hallelujah.
8. listopadu – úterý
 Floridské město Orlando oznámilo záměr vybudovat památník na místě gay klubu Pulse, kde došlo k nejsmrtonosnějšímu útoku šíleného střelce v dějinách USA.
 Ve Spojených státech amerických začaly volby 45. prezidenta USA.
 Politické hnutí Starostové a nezávislí ukončilo spolupráci se stranou TOP 09.

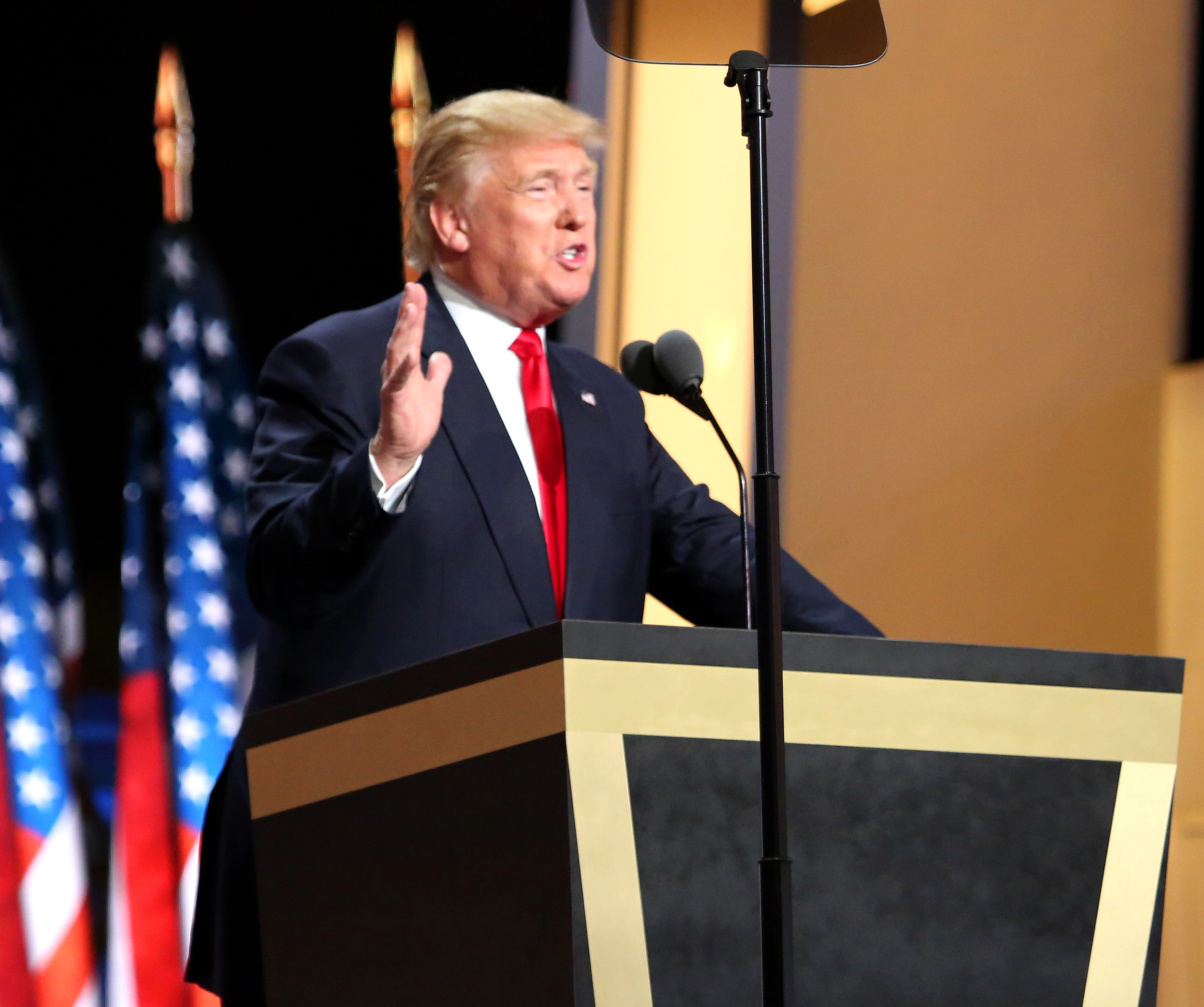
Donald Trump

9. listopadu – středa
 Příštím prezidentem Spojených států amerických se stane kandidát Republikánské strany Donald Trump(na obrázku).
 Sedm lidí zemřelo v důsledku vykolejení tramvaje v londýnské části Croydon.
10. listopadu – čtvrtek
 Ve věku 52 let zemřel český režisér a herec Vlado Štancel, známý také z České sody nebo ze svého působení v České televizi.
 Nejméně dva lidé byli zabiti při útoku povstaleckého hnutí Tálibán na německý konzulát ve městě Mazár-e Šaríf.
 Bitva o Aleppo: OSN oznámila vyčerpání potravinových zásob ve východním Aleppu, jeho 250 tisícům obyvatel tak hrozí smrt hladem.
 Tisíce lidí protestovaly v amerických městech proti zvolení Donalda Trumpa prezidentem USA.
11. listopadu – pátek

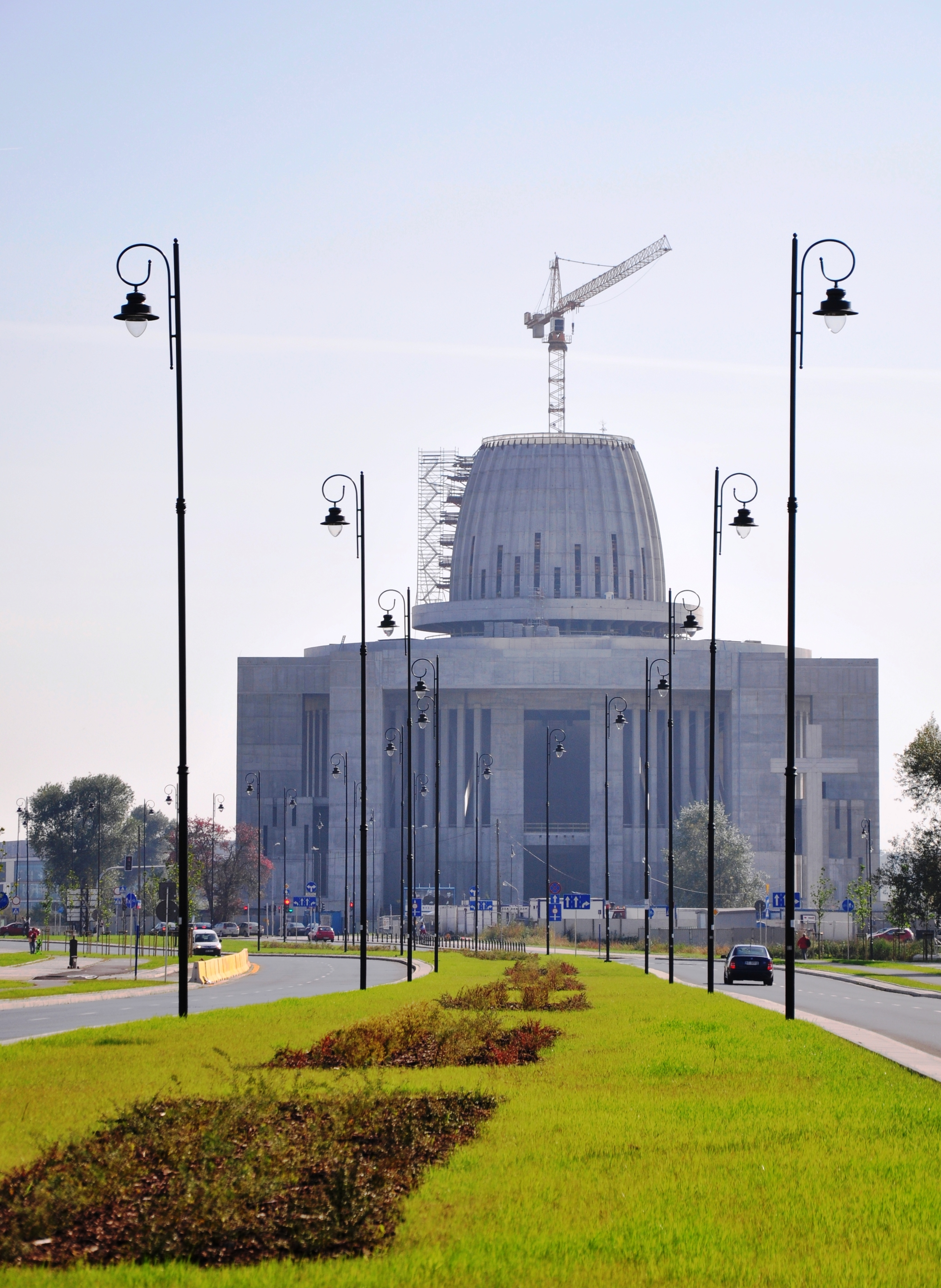
Chrám Boží prozřetelnosti

 Chrám Boží prozřetelnosti (na obrázku), o jehož stavbě bylo rozhodnuto roku 1791, byl u příležitosti oslav nezávislosti otevřen v polském hlavním městě Varšavě.
12. listopadu – sobota
 Nejméně 52 lidí bylo zabito při útoku Islámského státu na súfistickou mešitu v pákistánské provincii Balúčistán.
 Čtyři američtí vojáci byli zabiti při útoku Tálibánu na leteckou základnu Bagrám v Afghánistánu.
 Koncertní sál Bataclan v Paříži byl otevřen koncertem britského hudebníka Stinga rok po masakru účastníků koncertu skupiny Eagles of Death Metal.

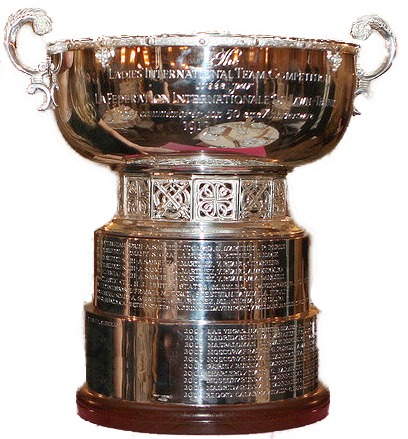
Fed Cup

13. listopadu – neděle
 České reprezentantky ve složení Petra Kvitová, Karolína Plíšková, Barbora Strýcová a Lucie Hradecká zvítězily ve štrasburském finále Fed Cupu nad Francií 3:2. Získaly tak třetí pohár (na obrázku) v řadě a pátý z posledních šesti ročníků.
 Rumen Radev byl zvolen novým bulharským prezidentem.
 Již druhým dnem panuje ve většině indických měst chaos, způsobený nečekaným vydáním nových bankovek s hodnotou 500 a 1000 rupií, které ale mnoho bank nemá k dispozici v dostatečném množství a mnoho bankomatů s nimi vůbec nepracuje. Indická vláda rozhodla o výměně bankovek s cílem potlačit černou ekonomiku, kde se velká většina i velkých obchodních transakcí odehrává přímou platbou a její účastníci se poté vyhnou placení daní.

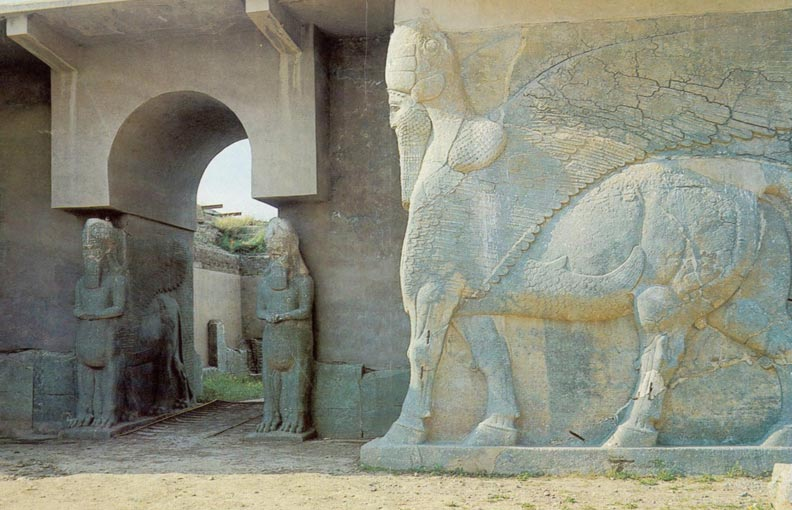
Nimrud před zničením v roce 2014

 Irácké ozbrojené síly osvobodily od Islámského státu staroasyrské město Nimrud (na obrázku) jižně od Mosulu.
 Kolumbijská vláda uzavřela novou mírovou dohodu s povstalci z Revolučních ozbrojených sil (FARC).
 Nový Zéland zasáhlo ve 12.02 SEČ zemětřesení o síle 7,8 stupňů Richterovy stupnice provázené vlnou tsunami. Jsou hlášeny 2 oběti na životech.
14. listopadu – pondělí
 Novým moldavským prezidentem byl přímo zvolen prorusky orientovaný socialista Igor Dodon.
15. listopadu – úterý
 Ruský ministr hospodářství Alexej Uljukajev byl obviněn z braní úplatků. Vazba probíhá formou domácího vězení.
16. listopadu – středa
 Čeští vědci zjistili, se zvířata orientují podle magnetického pole Země s využitím proteinu kryptochromu, obsaženém v oku.
 Sběrači kovů rozebrali vraky tří nizozemských válečných lodí ABDACOMu potopených japonským námořnictvem během bitvy v Jávském moři. Mezi zmizelými vraky byla i tehdejší vlajková loď Hr. Ms. De Ruyter kontradmirála Karla Doormana.
 Oxford English Dictionary vyhlásil slovo „post-pravdivý“ výrazem roku 2016.
17. listopadu – čtvrtek
 Ruský regulační úřad Roskomnadzor zablokoval americkou sociální sít LinkedIn.
 Francouzská raketa Ariane 5 vynesla na oběžnou dráhu kolem Země čtyři nové družice evropského navigačního systému Galileo, který tak rozšířil svou síť satelitů na oběžné dráze na 18 z celkového plánovaného počtu 30 družic.
 Nejméně 43 lidí bylo zabito při výbuchu cisterny s benzínem směřující z mosambického města Beira k hranicím Malawi.
 Turecké bezpečnostní síly zadržely dva české občany, které obviňují z členství v kurdských milicích YPG. Turecko považuje YPG za teroristickou organizaci.
 Konžský prezident Joseph Kabila jmenoval vůdce opozice Samyho Badibangu premiérem země.
18. listopadu – pátek
 Vesmírná loď Šen-čou 11 úspěšně přistála ve Vnitřním Mongolsku poté, co oba členové její posádky strávili 30 dní na palubě vesmírné stanice Tchien-kung 2.
20. listopadu – neděle
 Bývalý francouzský prezident Nicolas Sarkozy prohrál druhé kolo prezidentských primárních voleb republikánské strany. Republikánskými kandidáty se stali bývalí premiéři François Fillon a Alain Juppé.
 Německá kancléřka Angela Merkelová oznámila záměr kandidovat pro čtvrté volební období.
 Nejméně 112 mrtvých si vyžádalo vykolejení vlaku poblíž indického města Kánpur ve státě Uttarpradéš.
 Čtyři lidé byli zabiti při pádu vrtulníku vojenské policie, který se zřítil při policejní razii ve favele známé jako „Město bohů“ v Riu de Janeiru.
21. listopadu – pondělí
 Oblast Fukušimy zasáhlo zemětřesení 7,3 stupně a očekává se až třímetrová vlna tsunami. Úřady vyzvaly obyvatele pobřeží k evakuaci, havarovaná jaderná elektrárna Fukušima-Daiči nezaznamenala žádné známky zemětřesení.
 Kontingent 350 japonských vojáků přistál na mezinárodním letišti v jihosúdánském hlavním městě Džubě, kde se poprvé od druhé světové války v rámci mírových sil OSN mohou stát účastníky bojů v cizí zemi.
 Papež František prodloužil římskokatolickým kněžím pravomoc odpouštět ženám, které se dopustily těžkého hříchu interrupce.
 Americká policie použila vodní dělo a gumové projektily proti siouxským demonstrantům blokujícím výstavbu ropovodu poblíž rezervace Standing Rock v Severní Dakotě.
 Nejméně 25 mrtvých si vyžádal sebevražedný útok na ší'itskou mešitu v Kábulu.
22. listopadu – úterý
 Zvolený prezident USA Donald Trump oznámil záměr odstoupit od dohody o Transpacifickém partnerství (TPP).
 Turecký premiér Binali Yıldırım zastavil projednávání návrhu zákona amnestujícího muže, kteří měli pohlavní styk s nezletilou dívkou pokud se s ní ožení.
 Laureátem Národní ceny vlády Česká hlava se za celoživotní výzkum v oblasti myší genetiky stal genetik Jiří Forejt.

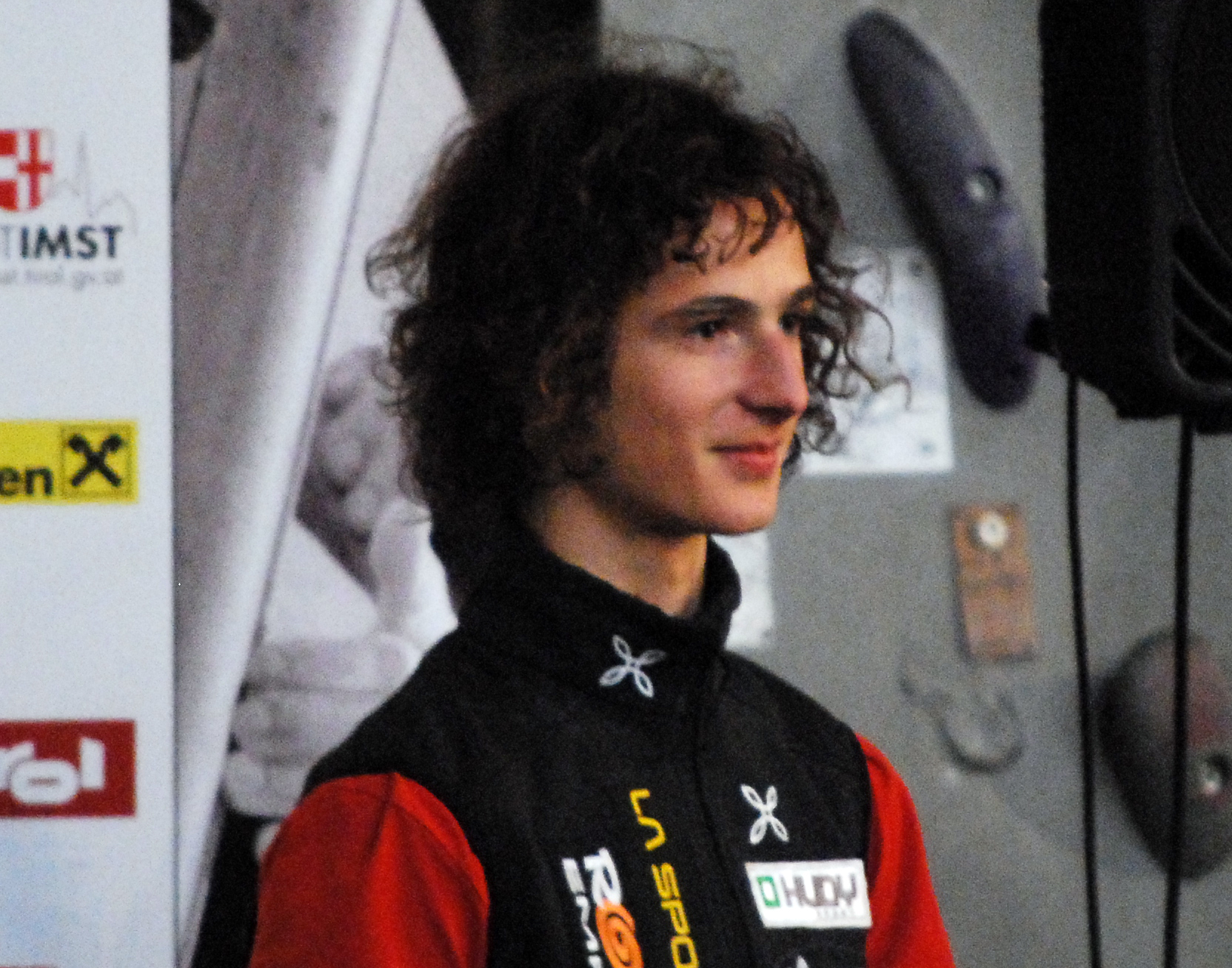
Adam Ondra

 Český lezec Adam Ondra v rekordním čase osmi dní zdolal volným stylem stěnu Dawn Wall v Yosemitském národním parku.
23. listopadu – středa
 Válka proti Islámskému státu: Lidové mobilizační síly odřízly, poblíž iráckého města Tal Afar, poslední zásobovací trasu Islámského státu mezi Mosulem a Rakka.
 Bývalý kambodžský premiér Khieu Samphan a hlavní ideolog Rudých Khmerů Nuon Chea byli odsouzeni k doživotnímu trestu vězení.
 Nejméně devět lidí bylo zabito při útoku indického dělostřelectva na autobus v pákistánském Kašmíru.
 Vrah britské poslankyně Jo Coxové, neonacista Thomas Mair, byl odsouzen k doživotnímu vězení.

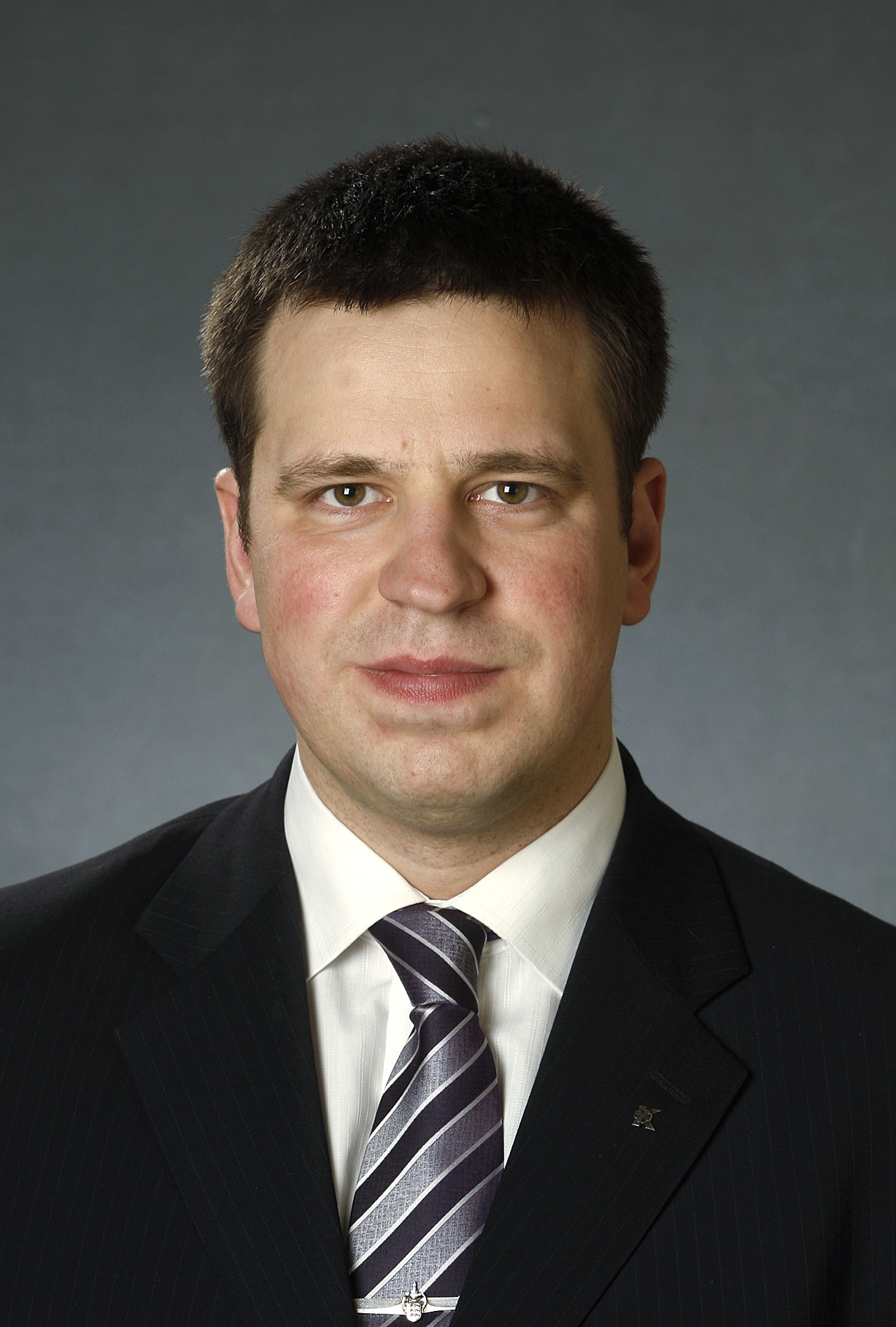
Jüri Ratas

 Jüri Ratas, bývalý starosta Tallinnu a člen Estonské strany středu, byl jmenován premiérem země.
24. listopadu – čtvrtek
 Ve věku 94 let zemřel český herec František Peterka, představitel Krakonoše z televizního večerníčku Krkonošské pohádky.
 Kolumbijská vláda a povstalci z hnutí FARC podepsali v kolumbijském hlavním městě Bogotě druhou mírovou dohodu.
 Nejméně 100 ší'itských poutníků bylo zabito při útoku Islámského státu poblíž města Karbalá v jižním Iráku.
25. listopadu – pátek

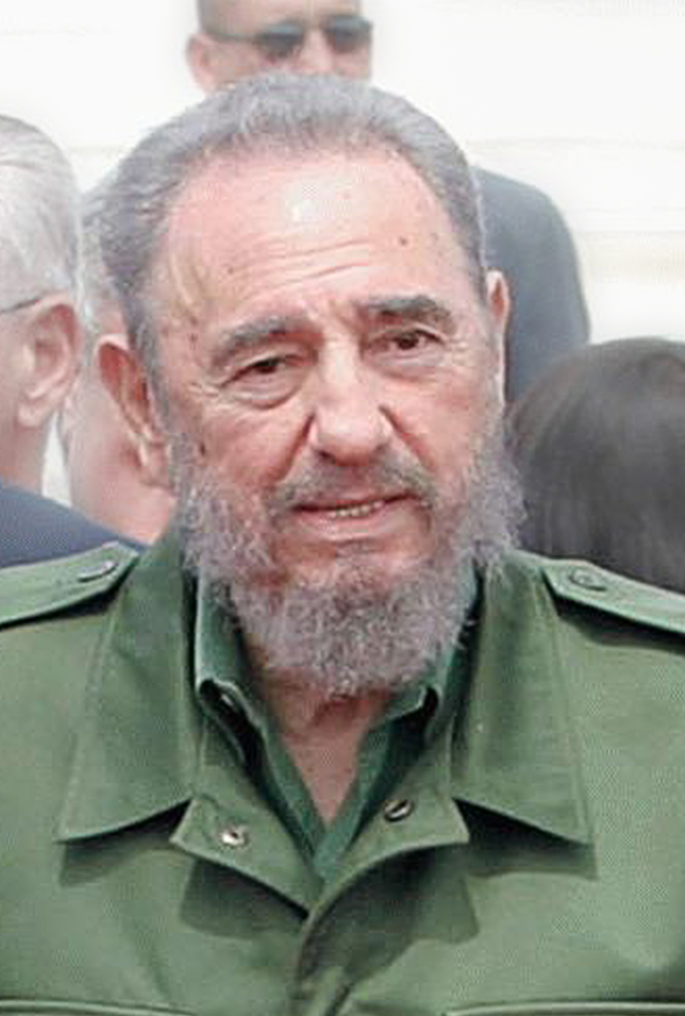
Fidel Castro

 Ve věku 90 let zemřel bývalý kubánský prezident Fidel Castro (na obrázku). 
 U íránského města Šahrúd se srazily dva vlaky a ihned po nárazu začaly hořet. Nehodu nepřežilo několik desítek lidí, dalších více než 100 je zraněných.
27. listopadu – neděle
 Syrská občanská válka: Syrské ozbrojené síly a jejich spojenci dobyli jednu třetinu povstalecké enklávy ve východním Aleppu.
 Bývalý francouzský premiér François Fillon zvítězil v republikánských prezidentských primárkách.
 Švýcaři ve všelidovém referendu odmítli návrh zelených na urychlené ukončení využívání jaderné energie.
 Mistrem světa ve Formuli 1 se stal závodník Nico Rosberg.
29. listopadu – úterý

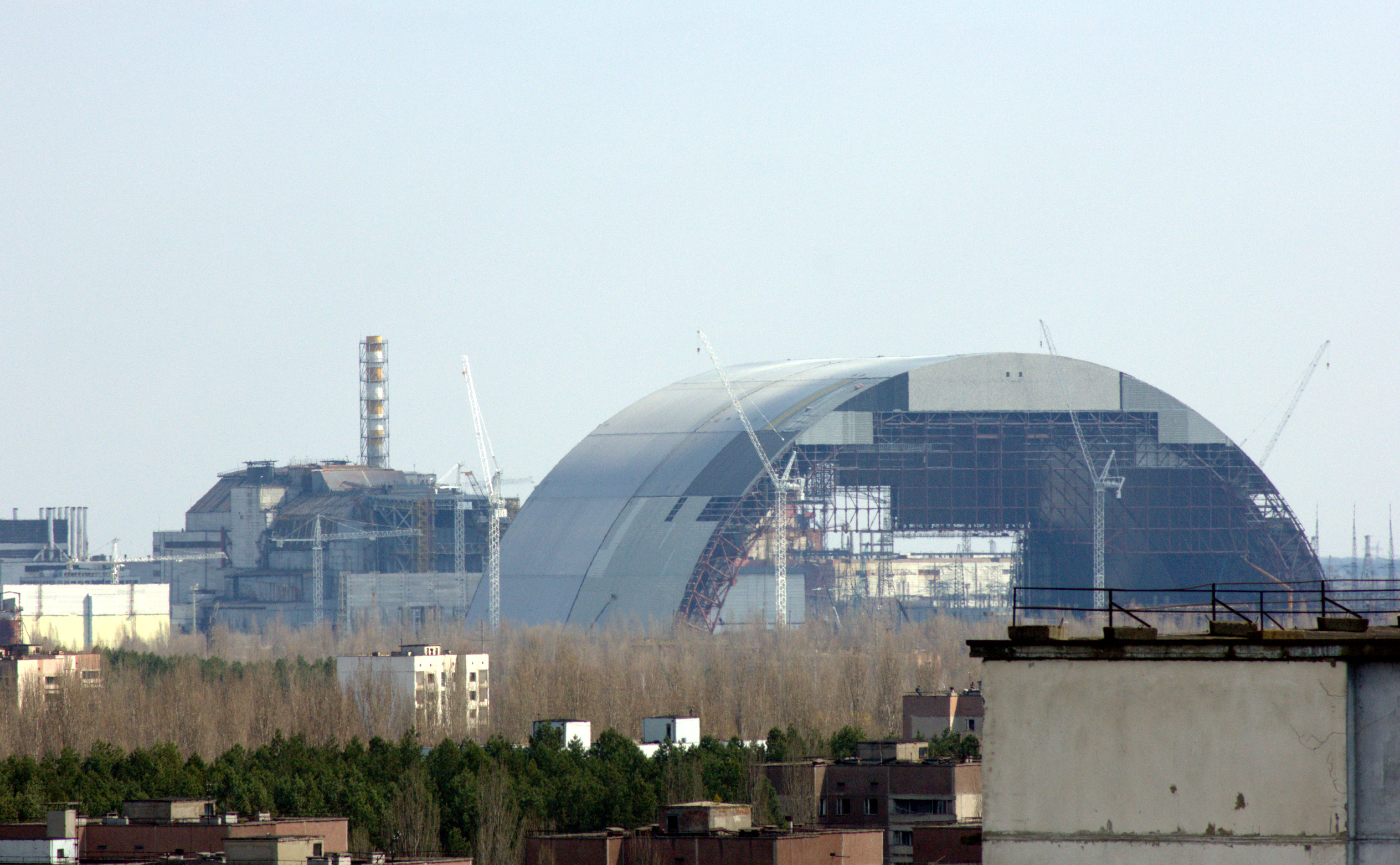
Nový sakrofág

 Nový černobylský sarkofág (na obrázku) byl nasunut nad zničený reaktor v Černobylské jaderné elektrárně. Největší pohyblivá kovová konstrukce na světě tak nahradila stávající černobylský sarkofág.
 Brazilské letadlo s 81 cestujícími, včetně brazilského fotbalového týmu, na palubě se zřítilo poblíž kolumbijského města Medellín. Jihoamerická fotbalová konfederace odložila veškeré plánované akce.
 Thajsko zahájilo proces jmenovaní korunního prince Mahá Vatčirálongkóna novým králem země.
 Jihokorejská prezidentka Pak Kun-hje požádala parlament o zahájení procesu jejího impeachmentu.
 Jovenel Moïse byl podle předběžných výsledků zvolen prezidentem Haiti.
30. listopadu – středa
 Mezinárodní unie pro čistou a užitou chemii oznámila oficiální jména nově objevených prvků nihonia (113), moscovia (115), tennessinu (117) a oganessonu (118).
 Magnus Carlsen z Norska obhájil titul mistra světa v šachu.